# Mischii (gmina)
Mischii – gmina w Rumunii, w okręgu Dolj. Obejmuje miejscowości Călinești, Gogoșești, Mischii, Mlecănești, Motoci i Urechești. W 2011 roku liczyła 1760 mieszkańców.